# ازدواج در افغانستان
ازدواج یک رویداد طبیعی بوده که پس از شکل‌گیری ساختار جامعه بشری به فرهنگ تبدیل گشته‌است. مطابق ماده ۶۰ قانون مدنی افغانستان: «ازدواج عقدی است که معاشرت زن و مرد را به مقصد تشکیل فامیل مشروع گردانیده و حقوق و سنت‌ها را میان طرفین به وجود می‌آورد». یا به عبارت دیگر ازدواج سنت حسنه‌ای است که موجب تکامل و آرامش زن و مرد در کنار همدیگر می‌شود. پاکدامنی، عفت، تکمیل دین، دوری از انحرافات و تداوم نسل را در پی دارد از این رو دین مقدس اسلام برای آن اهمیت زیادی قائل است.
ازدواج در افغانستان پس از آریایی‌ها تاریخ روشن دارد. در زمان زردشت شکل خاص را به خود داشت که به‌طور ناچیز پس از ورود فرهنگ عرب هنوز باقی مانده‌است. مثلاً بستن کمربند سبز در کمر عروس از طرف فامیل عروس. این بدین معنی است که دختر ما بکر است. باوجودی که ملیتهای گوناگون درافغانستان حیات به‌سر می‌برند ولی فرهنگ ازدواج چندان تغییراتی فاحش ندارد. صرف تفاوت کوچک بین شهرها و دهات وجود دارند. درافغانستان پسری با دختری نامزد گردید نمی‌تواند دختر با پسر قرار داشته باشد تا زمان عروسی
(عروس و داماد به دست هم خینه نمی‌مانند بلکه اطرافیان شان خینه یا حنا بر دست عروس و داماد می‌گذارند)
1. (منظور شما از استان چیست؟ استان همان ولایت است که شهرها را در خود گنجانیده.
2. ولایت / استان
3. شهرهای های داخل ولایت
4. ولسوالی / شهرستان
5. قریه‌های داخل ولسوالی

## جستجو برای پیدا کردن دختر مناسب
در این حالت مادر پسر خواهر یا نزدیکان پسر در جستجو می‌شوند که دختر مورد پسند خود را دریابند. دختر خوب کسی است که باید اطاعت به فامیل داماد داشته باشد، دارای اخلاق خوب گذشته نیک، فامیل نیک نام داشته باشند. در جنوب افغانستان مردم دختر چاق و زیبا را دوست دارند. مردم عادی دختر کاری باری به خانه را خوش دارند.

## طلبگاری
مراحل پرجنجال ازدواج همین دوره‌است زیرا مشکلات رضایت همه اعضای فامیل دختر خیلی مهم‌اند. در این مرحله فامیل دختر پرس و پال در مورد بچه و اعضای فامیل آن می‌کنند. در صورت موافقت شرایط خویش را به فامیل داماد می‌گویند. مثلاً چقدر ولول (پول بها عروسی) مقدار طلا، لباس، و غیره برای دختر صحبت به عمل می‌آورند. در صورت موافقت هردو جانبین فامیل دختر روز شیرینی دادن را تعین می‌کنند.

## لفظ یا شیرینی دادن
در روز شیرینی دادن یک تعداد از بزرگان مردینه فامیل پسر و دختر تشریف می‌آورند. سبد مملو از شیرینی باب از طرف یکی از بزرگان دختر به یکی از بزرگان پسر داده می‌شود و می‌گوید مبارک باشد. همه کف می‌زنند و فامیل داماد مقدار ی از پول را دریک بشقاب به فامیل دختر پیشکش می‌کنند. سپس در مورد شیرینی‌خوری صحبت می‌نمایند که آیا شیرینی خوری کنند یا نه. درافغانستان شیرینی‌خوری بالای پدر دختر است؛ ولی کوشش می‌کنند که مصارف شیرینی‌خوری را بالای داماد به‌اندازند. در صورت که شیرینی‌خوری یا محفل شیرینی کلان را جانبین نمی‌خواهند تجلیل نمایند. پدر داماد باید مقدار پول تعیین شده را درهمین روز بپردازد.

## شیرینی‌خوری

درین اواخر مصارف شیرینی‌خوری مانند عروسی شده‌است

شیرینی‌خوری را مردم به نام شیرینی کلان یاد می‌کنند. به همین مناسبت از ۲۰ الی ۱۰۰ نفر از فامیل داماد و به همین مقدار از فامیل عروس دعوت می‌شوند. عروس در تخت که با رنگ شیرچایی مزین شده با داماد می‌نشینند. در این مراحل فامیل دختر سبد همراه با نقل و شیرینی که با رنگ شیرچایی آراسته شده به فامیل پسر تقدیم می‌کنند. اگر در سبد لباس مانده شده باشد در جواب باید فامیل داماد لباس بمانند درصورت عادی مقداری از پول را درمیان پاکت به فامیل عروس تقدیم می‌کنند.

## عیدی براتی و نوروزی
در صورت که در جریان نامزدی روزهای عید شب برات یا نوروز تصادم کند. فامیل داماد باید مقداری از کیک و کلچه را با چند جوره لباس به فامیل عروس ببرند. درنوروز صرف ماهی و جلبی با یکدست لباس به خانه عروس می‌برند. جریان نامزدی مرحله مهم شناخت همدیگر اند. به ندرت درین مرحله دختر از پسر جدا می‌شوند.

## خبری
درشهرها مردم توسط کارت مردم را دعوت مکنند ولی در استان تمام مراحل از طرف زن‌ها اجرا می‌شود، خوشی‌ترین زمان برای خانمهااستان‌ها خبری است. گروپ از ۱۲ نفری پسرهای نوجوان کارت به خانه‌ها می‌برند و دوستان قوم و نزدیکانشان را در محفل عروسی دعوت می‌کنند. در عوض مردم لبیک گفته مقداری از شیرینی باب و پول را برای خبری‌ها می‌دهند. قریه‌های دور را مردان خبر می‌کنند. داماد و پدر داماد یک یا چند روز قبل از عروسی در نماز شام مردان را دعوت می‌کنند. درقریه جات در شب عروسی همه به عروسی شرکت می‌کنند؛ ولی از لحاظ نزاکت یک تعداد از بزرگان را از نزدیک باید یادآوری کرد در غیر آن نمی‌آیند و خفه می‌شوند.

## عروسی
مهمترین خاطره خوش در حیات یک جفت شب عروسی (شب حنا ویا شب نکاح) است. این شب از خود مراحل خاص دارد. درین شب از صد الی ۴۰۰ نفر از هردو جناح خبر می‌شوند.
- مرحله اول احوالپرسی است دوستان دور و نزدیک از احوال همدیگر پرسان می‌کنند. دختران جوان در رقابت لباس بی‌همتایند. تعداد از نزدیکان عروس و داماد دهن دروازه استاده شده به مردم خوش آمدید می‌گویند. در داخل محفل هنرمندان آهنگ‌های مست باید ادا کنند.
- نکاح مرحله دوم عروسی است که مطابق به شرایط اسلامی نکاح صورت می‌گیرد. درمراسم مهر تعین می‌شود. دو شاهد و یک نفر پدر وکیل از طرف عروس در مراسم تعین می‌شوند شاهدین به اتاق عروس رفته موضوع عقد شرعی را به عروس ۳ بار تکرار می‌کنند و عروس باید ۳ بار بلی گوید. شاهدین جواب ۳ بار بلی را به حاضرین اعلام می‌دارند. بعداً مهر تعیین می‌شود. پس از قبولی مهر هردو جانب، ملا امام خطبه می‌خواند. سپس ملا امام به حاضرین تبریک می‌گوید دوستان همه کف می‌زنند و بالای داماد نقل پاش می‌نمایند.
- خوردن غذا. مرحله سوم شب حنا غذاخوری است.
- آئینه مصاف. مرحله چهارم عروسی آئینه مصاف است. این فرهنگ از گذشته‌های خیلی دور درمیان افغان‌ها باقی مانده‌است. درگذشته‌ها به نسبت تعصبات مذهبی و قومی نمی‌توانستند عروس و داماد همدیگر را الی همین لحظه ببینند که چه شکل دارد آیا عروس زیبا است یا نه. در زمان آئینه مصاف همدیگر را می‌بینند؛ و هردو یک آیت خورد از قران را می‌خوانند و قران را بوسه می‌زنند.
- چله آلشی. کسانیکه شیرینی خوری نمی‌کنند در شب حنا چله آلشی مکنند؛ که توسط یکنفر مرد بزرگ سن و خوش شانس چله عروس و داماد را بدست شان می‌کنند. بعداً همین مرد در دست عروس و داماد خینه می‌مالند.
- کیک و مالیده. درین مرحله عروس و داماد کیک بزرک را یکجا با کارد پاره می‌کنند. یکنفر از زن‌ها که به نام هوقی یاد می‌شود کیک و مالیده را بمردم توزیع می‌کند. درین مرحله اقارب در کنار عروس داماد عکس‌های یادگاری می‌گیرند؛ و یک تعداد از قوم و خویش به جفت تحفه، پول یا طلا می‌دهند.

درین مرحله رقص و پایکوبی جوانان شدت می‌یابد؛ و برای چندین بار رقص اتن ملی را اجرا می‌کند.
- خدا حافظی. درین مرحله عروس و داماد در دهن دروازه ایستاد می‌شوند. پدر عروس در کمر دختر خود کمربند سبز را بند می‌کنند؛ و مردم به جفت تبریکات خودرا اظهار می‌کنند؛ و دراخیر عروس و داماد با یک تعداد از دوستان خود با وسایل ترانسپورتی شهرگشت می‌روند.

### رسم پاگذاری عروس در خانه داماد
طبق رسم و رواج مردم افغانستان زمانی‌که عروس می‌خواهد اولین قدم را در خانه داماد بگذارند معمولاً مرغ یا گوسفند را ذبح نموده خون آن را به پای عروس می‌مالند. این عمل به هدف است که اگر عروس بدقدم ویا نگبهت باشد با ریختن این خون بدقدمی آن ازبین می‌رود.

## رسمی ساختن عروس بکر
یکی از اساسی‌ترین موضوع پس از عروسی بکر بودن عروس است. در اکثر ولایات افغانستان مادر یا خواهر بزرگ داماد در زیر بستر داماد تکه سفید را می‌گذارند. فردا که داماد و عروس به صبحانه می‌روند. مادر پسر تکه هارا مشاهده می‌کنند اگر در آن لکه خون بود باز عروس رسمی می‌شود وهمه فامیل خوشحالی می‌نمایند. فردا همان روز مادر و خواهر عروس غرض اثبات عروس به خانه داماد صبحانه می‌آورند. در صورت که دختر سالم باشد مادر داماد خیلی محرمانه تکه‌های خون پر را به مادر عروس می‌دهند و هردو خیلی خوش می‌شوند.

## تخت جمعی
آخرین مرحله یک جفت پس از شب حنا است. در تخت جمعی زیاده اقارب عروس و داماد دعوت می‌شوند که تحفه‌ها را آماده کرده‌اند. اقارب نزدیک عروس و داماد اشیای قیمتی، پول و لوازم قیمتی خانه را برای عروس تحفه می‌دهند.
نویسنده: کریم پوپل